# Chapelle Notre-Dame-de-Bonsecours d'Écaillon
Pour les articles homonymes, voir Chapelle Notre-Dame-de-Bon-Secours.
La chapelle Notre-Dame-de-Bonsecours est une chapelle catholique située à Écaillon, en France, et datée de 1673.

## Historique
La chapelle est située dans le département français du Nord, sur la commune d'Écaillon. Construite en 1673, elle est haute de quatre mètres, longue de cinq, et large de 2,73 mètres. Elle est inscrite aux monuments historiques par arrêté du 31 décembre 1999.